# Johnson M1941 (Gewehr)
Das Johnson M1941 war ein US-amerikanisches Selbstladegewehr. Es wurde von Melvin Johnson konstruiert, der mit seinem Entwurf auf Aufträge des US-amerikanischen Militärs hoffte.

## Geschichte
Als Johnson 1936 mit seinen Entwürfen begann, hatte die US Army bereits das M1 Garand in ihr Arsenal aufgenommen. Zu jenem Zeitpunkt waren noch keine größeren Stückzahlen ausgeliefert worden, und Johnson wirkte beharrlich auf die Regierungsbehörden ein, seine Waffe ebenfalls zu testen. Er rechnete sich nach wie vor Chancen auf den Großauftrag für das neue Standardgewehr aus, bis seine Waffe nach wenigen Vergleichsschießen endgültig zurückgewiesen wurde. Danach bemühte sich Johnson um Exportlizenzen. Es kam zu einer Bestellung von 70.000 Stück durch die niederländische Exilregierung, die damit die Kolonialtruppen in Indonesien und die Marine ausrüsten wollte.

## Einsatz
Ein Teil der Exemplare aus dem niederländischen Auftrag ging später doch noch ans US-Militär, da die niederländischen Kolonien bereits von Japan erobert waren, bevor der Auftrag komplett ausgeliefert werden konnte. Außerdem wurden mit dem Kriegseintritt Japans alle verfügbaren Gewehre vom US-Militär geordert und Exportaufträge hintangestellt. Solange das Garand-Modell nicht in ausreichenden Mengen lieferbar war, wurde vom Marine Corps neben dem betagten Springfield M1903 auch das Johnson M1941 eingesetzt. Etwa 20.000 kamen zum Einsatz, die bis 1944 aus dem aktiven Einsatz zurückgezogen wurden. Die Restbestände wurden an Widerstandsgruppen im besetzten Europa abgegeben. Insgesamt wurden zirka 30.000 Exemplare (im Vergleich zu mehr als 4 Millionen Garands bis 1945) hergestellt.

## Technik
Das Johnson-Gewehr ist ein Rückstoßlader mit kurz zurückgleitendem Lauf und Drehkopfverschluss. Der Verschluss hat 8 Verriegelungswarzen. Wenn der Schuss bricht, laufen Lauf und Verschluss eine kurze Strecke (etwa 3 mm) gemeinsam zurück, wobei der Verschluss durch die Steuerkurve entriegelt wird. Danach wird der Lauf von seiner eigenen Rückholfeder wieder nach vorn bewegte, während der Verschluss weiter zurückläuft, die Hülse auswirft und bei der anschließenden Vorwärtsbewegung eine neue Patrone aus dem Magazin ins Patronenlager einführt. Das Trommelmagazin fasst 10 Schuss und kann auch mit einzelnen Patronen geladen werden. Für Vorkriegsexemplare stand auch ein 4-Schuss-Kastenmagazin zur Verfügung. 
Weil ein Messerbajonett mit seiner relativ hohen Masse das Nachladen der Waffe beeinträchtigt hätte, wurde ein Tüllenbajonett mitgeliefert. Johnson verwendete dieselbe Grundkonstruktion auch für sein leichtes Maschinengewehr, was dazu führte, dass beim Gewehr M1941 der Lauf mit einer Schnellwechselvorrichtung versehen war, was für ein Selbstladegewehr ungewöhnlich ist. Für ein Maschinengewehr mit hohem Laufverschleiß ist dies sehr wünschenswert, es machte die Konstruktion des Johnson-Gewehrs jedoch nur unnötig kompliziert.
Unter widrigen Gefechtsbedingungen stellte sich die Waffe als weniger zuverlässig als das Garand heraus.

## Nutzer
- Vereinigte Staaten (Marine Corps)
- Niederlande Kolonialtruppen in Südostasien
- Chile Kaliber 7 × 57 mm, geringe Stückzahl bis  1944